# (10831) Takamagahara
(10831) Takamagahara est un astéroïde de la ceinture principale.

## Description
(10831) Takamagahara est un astéroïde de la ceinture principale. Il fut découvert le 15 novembre 1993 à Oohira par Takeshi Urata. Il présente une orbite caractérisée par un demi-grand axe de 2,59 UA, une excentricité de 0,23 et une inclinaison de 1,4° par rapport à l'écliptique.

## Compléments